# Trzebowit
Trzebowit – staropolskie imię męskie, złożone z członów Trzebo- ("czyszczenie, trzebienie, ofiara") i -wit ("pan, władca"). Mogło oznaczać "pana ofiary", "tego, który sprawuje ofiarę".
Trzebowit imieniny obchodzi 16 stycznia i 6 listopada.